# Pelosia flavescens
Pelosia flavescens là một loài bướm đêm thuộc phân họ Arctiinae, họ Erebidae.